# Соло-восхождение
Соло-восхождение (англ. solo climbing) — стиль и техника в альпинизме, а также в производных от него спортивных дисциплинах, при котором восхождение совершается альпинистом в одиночку.

## Соло-восхождение с использованием страховки
При этом возможна организация страховки с помощью специальных устройств (self-locking device). Использование этих устройств позволяет организовать страховку альпиниста на случай срыва. При использовании страховочных устройств соло-восходитель закрепляет конец верёвки, оставляет на её конце рюкзак и проходит сложный участок лазанием, организуя с помощью крючьев и закладок промежуточные точки страховки. Поднявшись на всю верёвку, он закрепляет конец верёвки и спускается за рюкзаком, снимая промежуточные точки страховки. По провешенной верёвке он с рюкзаком поднимается снова вверх. Таким образом, со страховкой соло-восходителю приходится проходить участок 3 раза (2 раза вверх и 1 раз вниз).

## Соло-восхождение без использования страховки

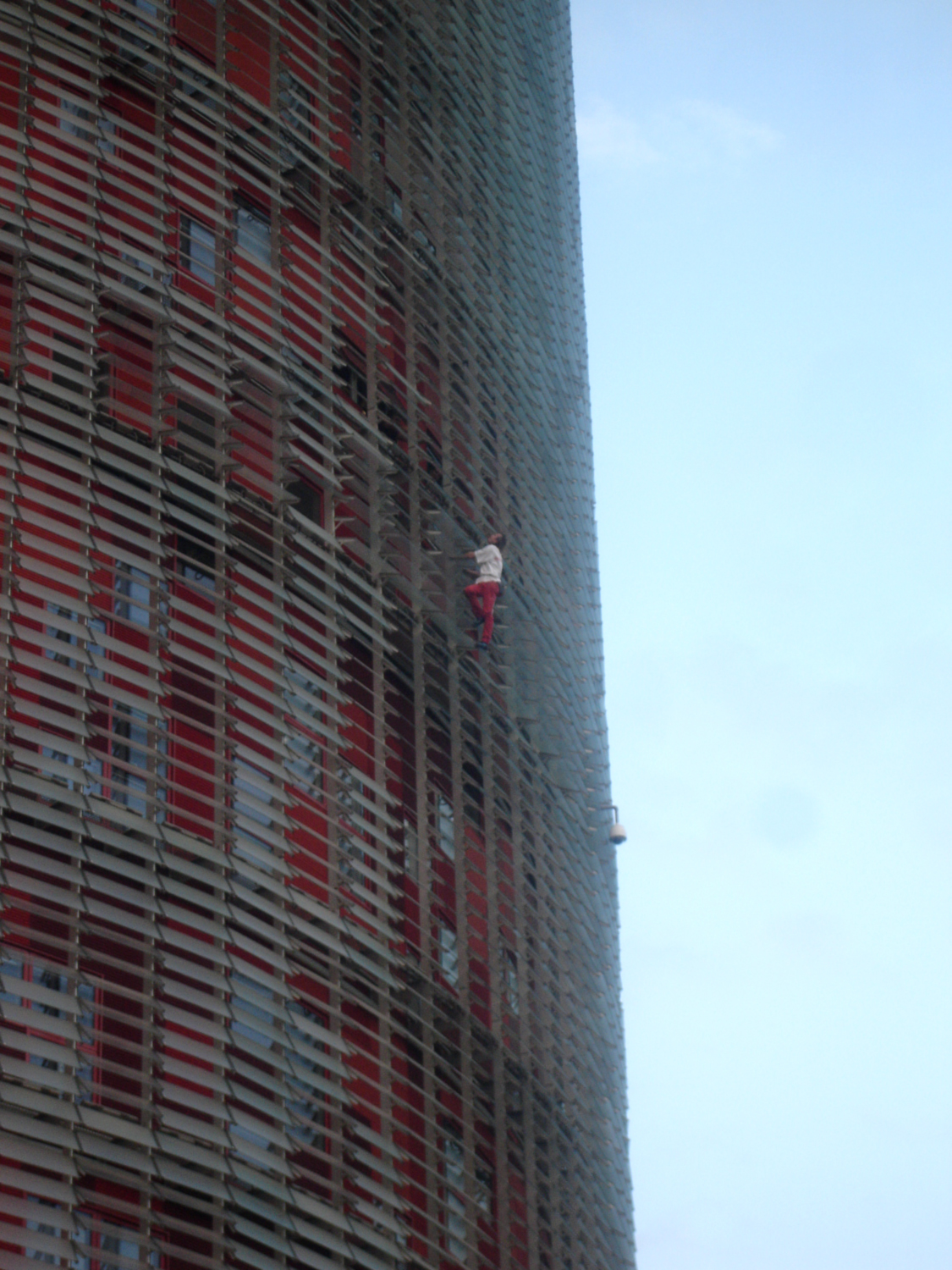
Але́н Робе́р

Возможно соло-восхождение без использования страховки (free solo climbing), что является наиболее опасным вариантом соло-восхождения.
Известны также соло-восхождения, совершаемые на здания. Одним из таких известных соло-восходителей на здания и сооружения является француз Але́н Робе́р, получивший прозвище человек-паук.